# (37135) 2000 VO32
2000 VO32 (asteroide 37135) é um asteroide da cintura principal. Possui uma excentricidade de 0.16978080 e uma inclinação de 4.12308º.
Este asteroide foi descoberto no dia 1 de novembro de 2000 por LINEAR em Socorro.